# Горшкова Лідія Михайлівна
Лідія Михайлівна Горшкова (нар. 4 лютого 1938, селище Яшалта, Яшалтинський район, Калмицька АРСР, Російська РСР, СРСР — пом. 15 вересня 2024) — українська вчена-агроном, селекціонер, доктор сільськогосподарських наук (1994), професор (2002), старший науковий співробітник (1981).

## Життєпис
Лідія Кострубова народилася 1938 року у селищі Яшалта Калмицької АРСР Російська РСР. Після закінчення середньої школи у Глухові, де її батько був директором ВНДІ луб'яних культур поїхала до Києва, де 1962 року закінчила Українську ордена Трудового Червоного прапора сільськогосподарську академію за спеціальністю «вчений — агроном». Тривалий час працювала на посадах агронома — садівника та головного агронома у себе на малій батьківщині — у колгоспі «Перемога» с. Червона Михайлівка Городовиковського району Калмицькій APCP.
До України знову повернулася 1966 року, коли приїхала до Глухова на Сумщині. 28-річна Лідія Горшкова почала своє становлення вченого — генетика та селекціонера на дослідних полях Всесоюзного науково-дослідного інституту луб'яних культур. Спочатку три роки (з 1966 по 1969 рік) навчалася в аспірантурі ВНДЛК. Потім працювала молодшим науковим співробітником, старшим науковим співробітником, провідним науковим співробітником лабораторії селекції та генетики коноплі.
У 1971 році захистила кандидатську дисертацію «Фізіолого-біохімічні особливості конопель різної статі дводомних і однодомних форм» на здобуття наукового ступеня кандидата біологічних наук за спеціальністю «фізіологія та біохімія»
1990 року змінила наукову діяльність на науково-педагогічну — у Глухівському державному педагогічному інституті. З того часу обіймає посаду завідувача кафедри, спочатку, ботаніки і фізіології, а від 1996 року — кафедри біології та основ сільського господарства.
У 1994 році в Інституті землеробства Української академії аграрних наук захистила докторську дисертацію «Біологічні основи формування канабіноїдних сполук у конопель та розробка методів визначення їх вмісту в селекційних цілях». Учене звання професора присвоєно у 2002 році.
Лідія Горшкова провідний викладач з курсів фізіології рослин, біологічної хімії, основ сільського господарства та молекулярної біології. Вона авторка програм, методичних матеріалів і рекомендацій для студентів, які навчаються за спеціальністю біологія. Під керівництвом педагога студенти неодноразово брали участь у науково-практичних конференціях м. Києва, Мелітополя, де займали призові місця й були нагороджені Почесними грамотами.
Померла Лідія Михайлівна Горшкова 15 вересня 2024 року на 87-му році життя. Похована в Глухові.

## Наукова діяльність
Лідія Горшкова у Всесоюзному науково-дослідному інституті луб'яних культур працювала над виведенням нових сортів конопель, які не мають наркотичних речовин. Співавторка 20 сортів і гібридів безнаркотичних конопель нових сортів однодомних конопель, серед них — південно-дозріваючі (ЮСО-14, ЮСО-16, ЮСО-31 — районовано у Нідерландах), Дніпровські 6, Дніпровські 14, Глухівські 33 тощо. Також має 8 авторських свідоцтв на сорти та методики їх отримання.
Кандидат біологічних наук (1971), старший науковий співробітник (1981), доктор наук (1994), професор (2002).

### Наукові праці
Лідія Горшкова — авторка близько 200 наукових і навчально — методичних робіт, серед яких монографії, посібники, програми, методичні рекомендації («Основи сільського господарства», «Канабіс», «Формування дослідницької компетентності з ботаніки і фізіології рослин у майбутніх учителів біології», «Видатні постаті біологічної науки», «Біологія: комплексна підготовка до державного екзамену біології та методики її викладання», «Біологія: фахова підготовка студентів педагогічних університетів», зокрема:
- «Физиолого-биохимическая характеристика сексуальных особей двудомной и однодомной конопли» // ФиБКР. 1971. Т. 3, вып. 2;
- «Наркотическая активность конопли (Cannabis sativa L.) и перспективы селекции на снижение содержания каннабиноидов» // СХБ. 1991. № 1 (співавт.);
- «Основные результаты селекционно-семеноводческой работы по конопле» // Науч. тр. ВАСХНИЛ. Тех. культуры: Селекция, технология, переработка. Москва, 1991 (співавт.);
- «Фізіологія рослин», навчальний посібник (1999);
- «Основи біохімії рослин», навчальний посібник (1999);
- «Основи сільського господарства», навчальний посібник (2002);
- Основи сільського господарства: Навч. посіб. Глухів, 2004.

## Нагороди
- Заслужений працівник освіти України (2004),
- знак «Відмінник освіти України» (2001),
- медаль «За трудову доблесть» (1986),
- медаль «Ветеран праці» (1987),
- срібна (1981, 1988) та золота (1990) медалі ВДНГ;
- знак «Винахідник СРСР» (1987),
- диплом Лауреата премії Української академії аграрних наук «За видатні досягнення в аграрній науці 2005 року».
- Почесна грамота Сумської обласної ради (1999),
- Почесна грамота ЦК профспілки працівників освіти і науки України (1999),
- Почесна грамота Міністерства освіти і науки України (2006)[2].

## Родина
Чоловік — Анатолій Петрович Горшков (1935—2012) — український науковець, завідувач відділом механізації збирання коноплі, старший науковий співробітник відділу механізації Всесоюзного НДІ луб'яних культур у Глухові на Сумщині, кандидат технічних наук (1974), старший науковий співробітник за спеціальністю «сільськогосподарські та гідромеліоративні машини» (1982), доцент кафедри трудового навчання та креслення (1987—1994), завідувач кафедри механізації сільського господарства (1994—1996), керував кафедрою ботаніки та основ виробництва (1996—1997), помічник ректора з навчально-виробничої роботи (1997—1998), доцента кафедри механізації та основ сільськогосподарського виробництва (1997—2010).
Батько її чоловіка Петро Горшков (1904—1987) — відомий український агрохімік. Працював на керівних посадах дослідницьких станцій Кустанайської області (Казахстанська РСР), Сум, Воронежа (1931—1950); директора ВНДІ луб'яних культур (м. Глухів Сумської області, 1950—1959), в Українській сільськогосподарській академії (Київ, 1962—1984).
Донька — Наталія Макаренко (нар. 1959) — український еколог, доктор сільськогосподарських наук (2003), професор (2010).